# ديانا بانج
ديانا بانج (بالصينية: 彭丹) هي راقصة وممثلة صينية، ولدت في 10 نوفمبر 1972 في تشانغشا في الصين.

## وصلات خارجية
- ديانا بانج على موقع IMDb (الإنجليزية)
- ديانا بانج على موقع قاعدة بيانات الفيلم (الإنجليزية)